# Hội Tam Điểm

Biểu tượng của Hội Tam Điểm

Hội Tam Điểm (Freemasonry; Franc-maçonnerie) là các hội huynh đệ bắt nguồn từ các phường hội thợ xây đá quản lý tư cách, tương tác của các thành viên với chính quyền và khách hàng. Hội Tam Điểm là hội huynh đệ lâu đời nhất trên thế giới và là một trong những tổ chức lâu đời nhất trên thế giới.
Lịch sử về Hội chưa thật sự rõ ràng, người ta cho rằng Hội đã xuất hiện vào cuối thế kỷ 16 ở Scotland, sau đó là Anh, rồi lan ra các quốc gia khác. Thay đổi theo từng thời kỳ và theo từng lãnh thổ, Hội Tam điểm tự mô tả mình như một "hiệp hội những người thông thái và bác ái", một "hệ thống luân lý miêu tả bằng các biểu tượng" hay một "bí tích gia nhập".
Hội Tam điểm truyền bá một lối giáo dục có tính bí truyền, tiên phong sử dụng những biểu tượng và nghi lễ. Nó khuyến khích thành viên hành động vì sự tiến bộ nhân loại, nhưng để cho mỗi thành viên lựa chọn cách để thực hành điều đó. Hoạt động từ thiện là một trong những phương thức hành động của họ. Tôn chỉ này mang tính toàn thế giới bất chấp sự thực hành và cách thức tổ chức của Hội là rất khác nhau tùy theo mỗi quốc gia và mỗi thời kỳ. Hội tập hợp những người ở nhiều quốc gia khác nhau trên thế giới muốn hiến thân cho sự vươn lên về phương diện tinh thần và luân lý. Hội phát triển một số lượng lớn các nghi lễ và biểu tượng mà không phải luôn luôn được thông hiểu giữa các thành viên.

## Tên gọi

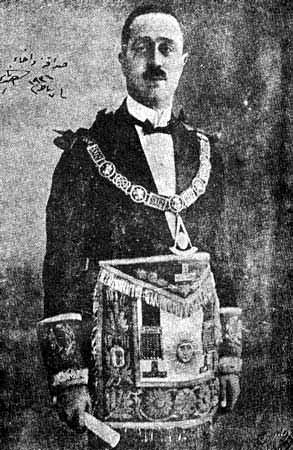
Một thành viên Ottoman trong thế kỷ 20

Trong tiếng Việt, tổ chức này được gọi là Hội Tam Điểm là các hội viên người Pháp khi viết thư cho nhau thường gọi nhau là Sư huynh/Sư đệ (frère), hay Đại Sư phụ (maître), viết tắt F hay M và thêm vào phía sau 3 chấm như 3 đỉnh hình tam giác vuông cân.

## Lịch sử

### Sử liệu về Hội Tam Điểm
Cho đến giữa thế kỷ 20, lịch sử Hội Tam Điểm vẫn bị loại khỏi nền giáo dục lịch sử hàn lâm.  Những người ủng hộ lẫn chống đối Hội Tam điểm đã đưa ra rất nhiều luận chứng đối nghịch nhau, hoặc đôi khi trùng nhau thì lại sai, một ví dụ điển hình là vào cuối thế kỷ 19 đã lưu truyền một huyền thoại phổ biến cho rằng chính Hội Tam điểm đã đứng sau cuộc Cách mạng Pháp năm 1789.
Tuy nhiên về sau nghiên cứu lịch sử Hội Tam điểm đã phát triển mạnh, tách ra thành một ngành riêng(tiếng Pháp: maçonnologie), bao gồm các nghiên cứu rộng rãi về một thế giới văn hóa và trí thức xoay quanh Hội Tam Điểm. Nó chủ yếu đề cập tới các hoạt động cá nhân mà bộc lộ trí tưởng tượng và những quan điểm rất đa dạng của các hội viên Tam Điểm hơn là cố xác định một nhận thức luận khắt khe nào đó; hoặc phức tạp hơn, liên quan tới cuộc đấu tranh giữa các quan điểm và giữa các hội đoàn.
Việc nghiên cứu này có một lợi thế là số lượng sử liệu phong phú, bao gồm các văn bản (thư từ trao đổi, bản thảo, văn bằng, tranh khắc kẽm, tranh biếm họa, bài báo, v.v.), các vật nghi thức (bàn tam điểm, bàn của các hội quán, đĩa và huân chương tưởng niệm) cùng các đồ vật thông thường (đồng hồ, tẩu thuốc, hộp thuốc, v.v.) được trưng bày rộng rãi trong nhiều bảo tàng và các triển lãm thường xuyên.

### Thành lập các Đại hội quán

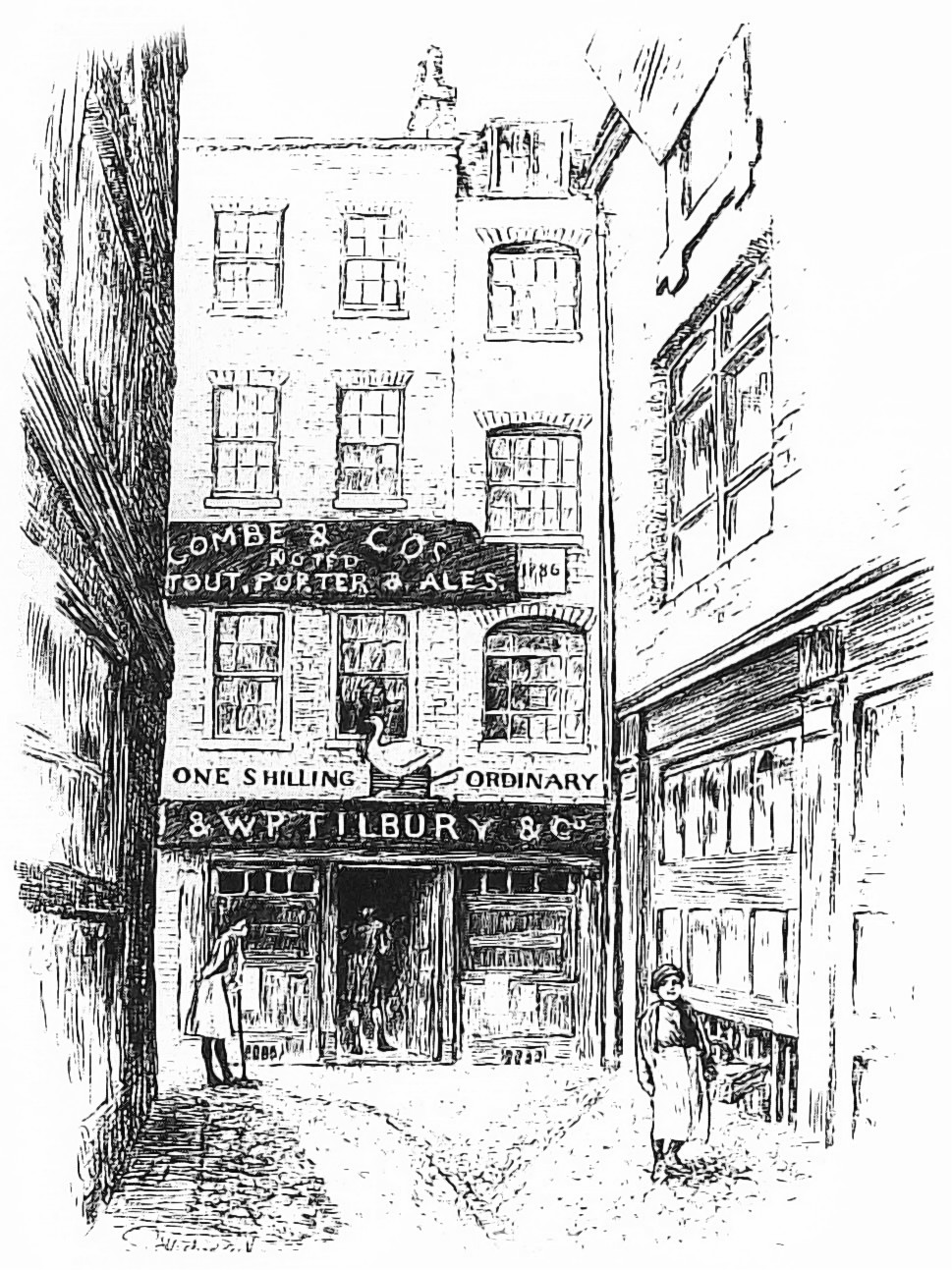
Quán rượu "The Goose and Gridiron", ở Luân Đôn.

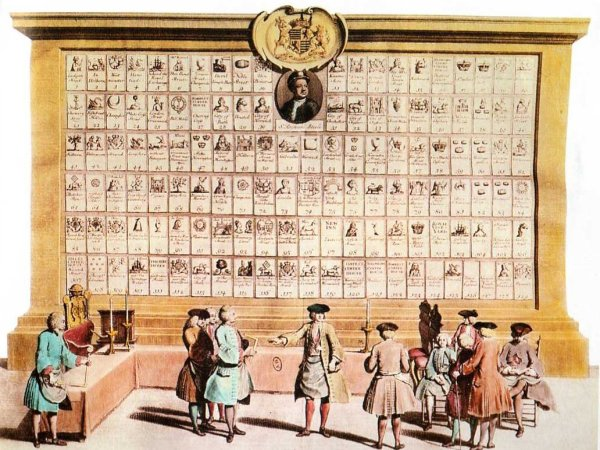
Bảng các hội quán của Đại hội quán Luân Đôn khoảng năm 1735.

### Sự phát triển các nghi lễ tam điểm khác nhau

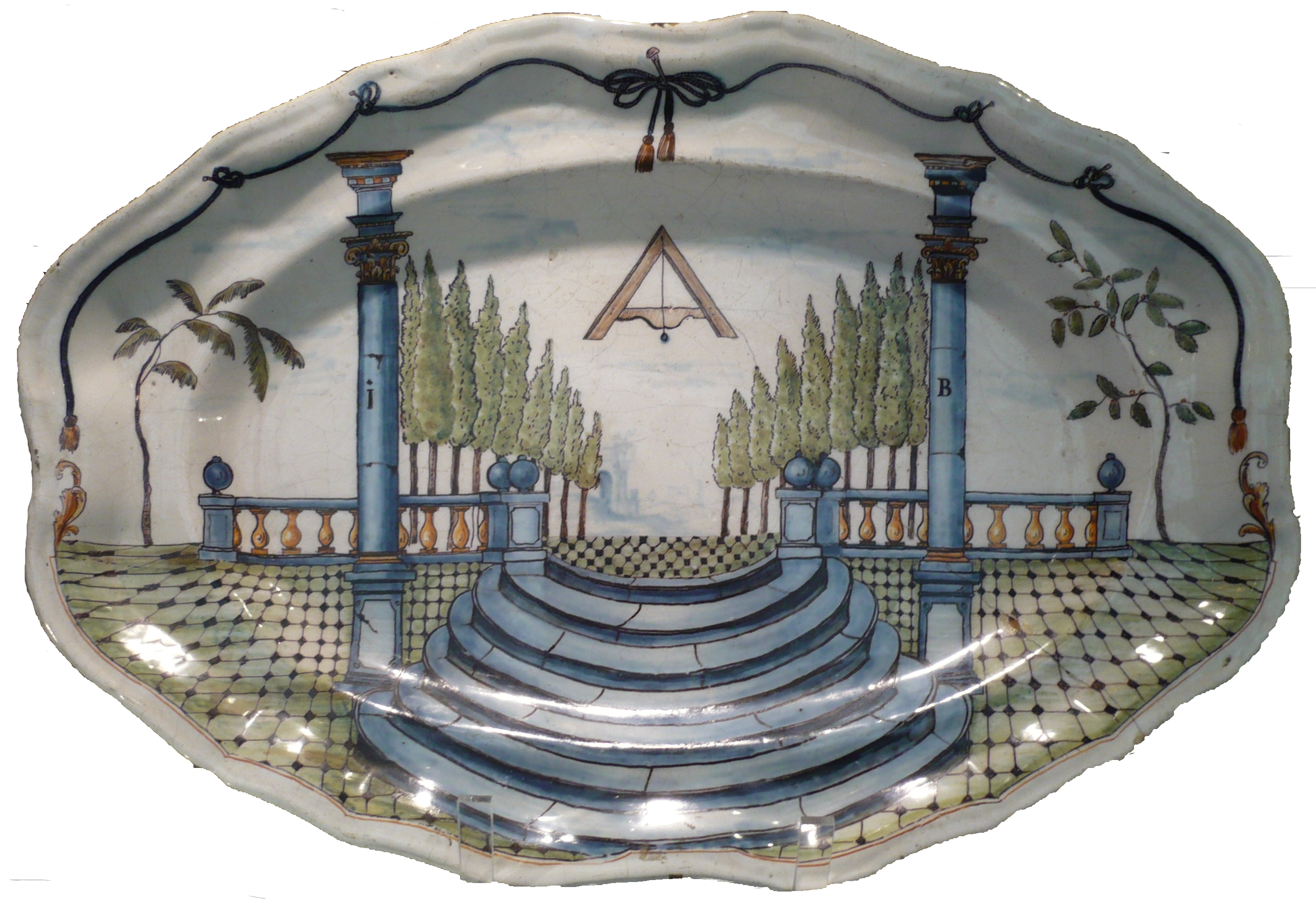
Đĩa sứ Tam Điểm
Pháp,

### Hai nhánh chính

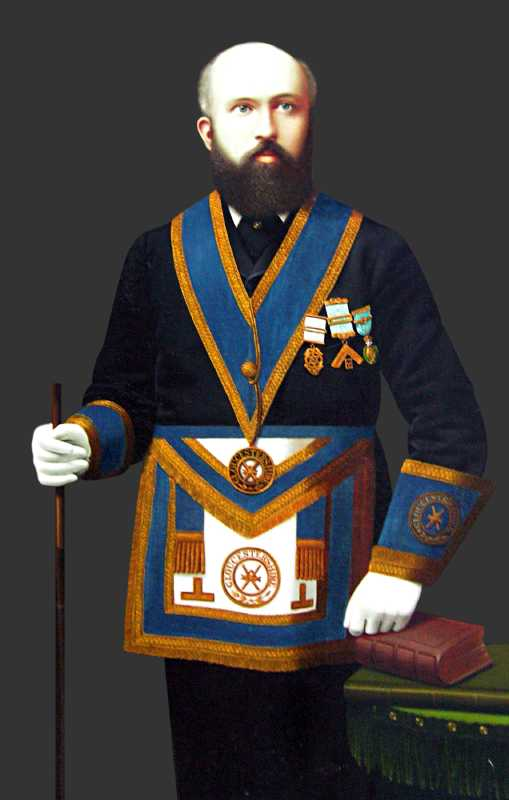
Một hội viên Anh ở thế kỷ 19

### Hồi giáo và hội tam điểm

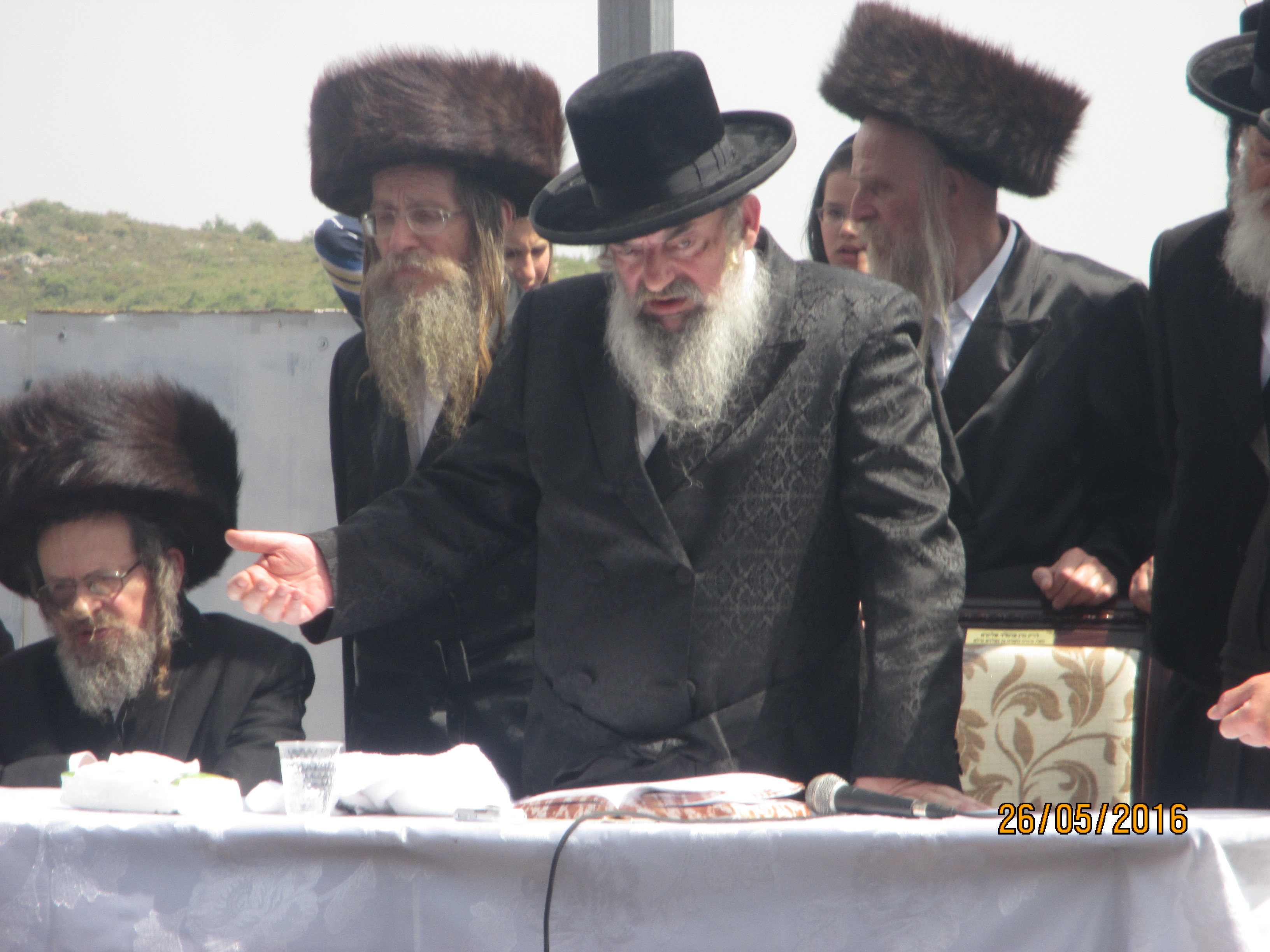
Người Do Thái bị coi là có dính líu với hội tam điểm theo góc nhìn của thế giới Hồi Giáo